# Rochefortia victoriniana
Rochefortia victoriniana är en strävbladig växtart som beskrevs av Gerhard Klotz. Rochefortia victoriniana ingår i släktet Rochefortia och familjen strävbladiga växter. Inga underarter finns listade i Catalogue of Life.